# CP932
Code Page 932, czyli strona kodowa 932, znane także jako Windows-31J jest rozszerzeniem kodowania Shift_JIS opracowanym przez firmę Microsoft, by zawierało znaki specjalne NEC (rząd 13.), wybór NEC rozszerzeń IBM (rzędy 89–92) i rozszerzenia IBM (rzędy 115–119). Kodowanymi zestawami znaków są JIS X0201:1997, JIS X0208:1997 i powyższe rozszerzenia. Zarejestrowaną nazwą IANA dla tego kodowania jest Windows-31J.

## Tablica kodów
Poniższa tabela przedstawia znaki i ich szesnastkowe kody w CP932. Przedstawione są znaki tylko z zakresu 0x0–0xFF. Całe kodowanie zawiera w sumie 7980 znaków. Zorganizowane są one względem bajta prowadzącego, w swego rodzaju przedziały, w których znaki są zbudowane według schematu: <bajt prowadzący><kod znaku>. Przykładowo znak o kodzie 0x82D7 (bajt prowadzący: 0x82; kod znaku: 0xD7) odpowiada U+3079 (HIRAGANA LETTER BE, べ) w Unikodzie.
| CP932 | CP932                                  | CP932                                  | CP932                                  | CP932                                  | CP932                                  | CP932                                  | CP932                                  | CP932                                  | CP932                                  | CP932                                  | CP932                                  | CP932                                  | CP932                                  | CP932                                  | CP932                                  | CP932                                  |
| ----- | -------------------------------------- | -------------------------------------- | -------------------------------------- | -------------------------------------- | -------------------------------------- | -------------------------------------- | -------------------------------------- | -------------------------------------- | -------------------------------------- | -------------------------------------- | -------------------------------------- | -------------------------------------- | -------------------------------------- | -------------------------------------- | -------------------------------------- | -------------------------------------- |
|       | x0                                     | x1                                     | x2                                     | x3                                     | x4                                     | x5                                     | x6                                     | x7                                     | x8                                     | x9                                     | xA                                     | xB                                     | xC                                     | xD                                     | xE                                     | xF                                     |
| 0x    | Znaki kontrolne                        | Znaki kontrolne                        | Znaki kontrolne                        | Znaki kontrolne                        | Znaki kontrolne                        | Znaki kontrolne                        | Znaki kontrolne                        | Znaki kontrolne                        | Znaki kontrolne                        | Znaki kontrolne                        | Znaki kontrolne                        | Znaki kontrolne                        | Znaki kontrolne                        | Znaki kontrolne                        | Znaki kontrolne                        | Znaki kontrolne                        |
| 1x    | Znaki kontrolne                        | Znaki kontrolne                        | Znaki kontrolne                        | Znaki kontrolne                        | Znaki kontrolne                        | Znaki kontrolne                        | Znaki kontrolne                        | Znaki kontrolne                        | Znaki kontrolne                        | Znaki kontrolne                        | Znaki kontrolne                        | Znaki kontrolne                        | Znaki kontrolne                        | Znaki kontrolne                        | Znaki kontrolne                        | Znaki kontrolne                        |
| 2x    | SP                                     | !                                      | "                                      | #                                      | $                                      | %                                      | &                                      | '                                      | (                                      | )                                      | *                                      | +                                      | ,                                      | -                                      | .                                      | /                                      |
| 3x    | 0                                      | 1                                      | 2                                      | 3                                      | 4                                      | 5                                      | 6                                      | 7                                      | 8                                      | 9                                      | :                                      | ;                                      | <                                      | =                                      | >                                      | ?                                      |
| 4x    | @                                      | A                                      | B                                      | C                                      | D                                      | E                                      | F                                      | G                                      | H                                      | I                                      | J                                      | K                                      | L                                      | M                                      | N                                      | O                                      |
| 5x    | P                                      | Q                                      | R                                      | S                                      | T                                      | U                                      | V                                      | W                                      | X                                      | Y                                      | Z                                      | [                                      | \                                      | ]                                      | ^                                      | _                                      |
| 6x    | `                                      | a                                      | b                                      | c                                      | d                                      | e                                      | f                                      | g                                      | h                                      | i                                      | j                                      | k                                      | l                                      | m                                      | n                                      | o                                      |
| 7x    | p                                      | q                                      | r                                      | s                                      | t                                      | u                                      | v                                      | w                                      | x                                      | y                                      | z                                      | {                                      | \|                                     | }                                      | ~                                      | ZK                                     |
| 8x    | NZ                                     | Bajt prowadzący kodowania dwubajtowego | Bajt prowadzący kodowania dwubajtowego | Bajt prowadzący kodowania dwubajtowego | Bajt prowadzący kodowania dwubajtowego | Bajt prowadzący kodowania dwubajtowego | Bajt prowadzący kodowania dwubajtowego | Bajt prowadzący kodowania dwubajtowego | Bajt prowadzący kodowania dwubajtowego | Bajt prowadzący kodowania dwubajtowego | Bajt prowadzący kodowania dwubajtowego | Bajt prowadzący kodowania dwubajtowego | Bajt prowadzący kodowania dwubajtowego | Bajt prowadzący kodowania dwubajtowego | Bajt prowadzący kodowania dwubajtowego | Bajt prowadzący kodowania dwubajtowego |
| 9x    |                                        | Bajt prowadzący kodowania dwubajtowego | Bajt prowadzący kodowania dwubajtowego | Bajt prowadzący kodowania dwubajtowego | Bajt prowadzący kodowania dwubajtowego | Bajt prowadzący kodowania dwubajtowego | Bajt prowadzący kodowania dwubajtowego | Bajt prowadzący kodowania dwubajtowego | Bajt prowadzący kodowania dwubajtowego | Bajt prowadzący kodowania dwubajtowego | Bajt prowadzący kodowania dwubajtowego | Bajt prowadzący kodowania dwubajtowego | Bajt prowadzący kodowania dwubajtowego | Bajt prowadzący kodowania dwubajtowego | Bajt prowadzący kodowania dwubajtowego | Bajt prowadzący kodowania dwubajtowego |
| Ax    | NZ                                     | ｡                                      | ｢                                      | ｣                                      | ､                                      | ･                                      | ｦ                                      | ｧ                                      | ｨ                                      | ｩ                                      | ｪ                                      | ｫ                                      | ｬ                                      | ｭ                                      | ｮ                                      | ｯ                                      |
| Bx    | ｰ                                      | ｱ                                      | ｲ                                      | ｳ                                      | ｴ                                      | ｵ                                      | ｶ                                      | ｷ                                      | ｸ                                      | ｹ                                      | ｺ                                      | ｻ                                      | ｼ                                      | ｽ                                      | ｾ                                      | ｿ                                      |
| Cx    | ﾀ                                      | ﾁ                                      | ﾂ                                      | ﾃ                                      | ﾄ                                      | ﾅ                                      | ﾆ                                      | ﾇ                                      | ﾈ                                      | ﾉ                                      | ﾊ                                      | ﾋ                                      | ﾌ                                      | ﾍ                                      | ﾎ                                      | ﾏ                                      |
| Dx    | ﾐ                                      | ﾑ                                      | ﾒ                                      | ﾓ                                      | ﾔ                                      | ﾕ                                      | ﾖ                                      | ﾗ                                      | ﾘ                                      | ﾙ                                      | ﾚ                                      | ﾛ                                      | ﾜ                                      | ﾝ                                      | ﾞ                                      | ﾟ                                      |
| Ex    | Bajt prowadzący kodowania dwubajtowego | Bajt prowadzący kodowania dwubajtowego | Bajt prowadzący kodowania dwubajtowego | Bajt prowadzący kodowania dwubajtowego | Bajt prowadzący kodowania dwubajtowego | Bajt prowadzący kodowania dwubajtowego | Bajt prowadzący kodowania dwubajtowego | Bajt prowadzący kodowania dwubajtowego | Bajt prowadzący kodowania dwubajtowego | Bajt prowadzący kodowania dwubajtowego | Bajt prowadzący kodowania dwubajtowego | Bajt prowadzący kodowania dwubajtowego |                                        |                                        |                                        |                                        |
| Fx    | Bajt prowadzący kodowania dwubajtowego | Bajt prowadzący kodowania dwubajtowego | Bajt prowadzący kodowania dwubajtowego | Bajt prowadzący kodowania dwubajtowego | Bajt prowadzący kodowania dwubajtowego | Bajt prowadzący kodowania dwubajtowego | Bajt prowadzący kodowania dwubajtowego | Bajt prowadzący kodowania dwubajtowego | Bajt prowadzący kodowania dwubajtowego | Bajt prowadzący kodowania dwubajtowego | Bajt prowadzący kodowania dwubajtowego | Bajt prowadzący kodowania dwubajtowego | NZ                                     | NZ                                     | NZ                                     | NZ                                     |

W powyższej tabeli, znak o kodzie 0x20 jest zwykłą spacją.
„ZK” oznacza znak kontrolny, a „NZ” oznacza znak niezdefiniowany przez standard.

## Mapowanie na Unicode
Poniższa tabela przedstawia miejsca znaków z zakresu 0x80–0xFF z CP932 w Unicode.
| CP932 | CP932  | CP932   | CP932 | CP932 | CP932   | CP932 | CP932 | CP932   | CP932 | CP932  | CP932   |
| Hex   | Znak   | Unicode | Hex   | Znak  | Unicode | Hex   | Znak  | Unicode | Hex   | Znak   | Unicode |
| ----- | ------ | ------- | ----- | ----- | ------- | ----- | ----- | ------- | ----- | ------ | ------- |
| 0x80  | NZ     | NZ      | 0xA0  | NZ    | NZ      | 0xC0  | ﾀ     | U+FF80  | 0xE0  | DBCSLB | DBCSLB  |
| 0x81  | DBCSLB | DBCSLB  | 0xA1  | ｡     | U+FF61  | 0xC1  | ﾁ     | U+FF81  | 0xE1  | DBCSLB | DBCSLB  |
| 0x82  | DBCSLB | DBCSLB  | 0xA2  | ｢     | U+FF62  | 0xC2  | ﾂ     | U+FF82  | 0xE2  | DBCSLB | DBCSLB  |
| 0x83  | DBCSLB | DBCSLB  | 0xA3  | ｣     | U+FF63  | 0xC3  | ﾃ     | U+FF83  | 0xE3  | DBCSLB | DBCSLB  |
| 0x84  | DBCSLB | DBCSLB  | 0xA4  | ､     | U+FF64  | 0xC4  | ﾄ     | U+FF84  | 0xE4  | DBCSLB | DBCSLB  |
| 0x85  | DBCSLB | DBCSLB  | 0xA5  | ･     | U+FF65  | 0xC5  | ﾅ     | U+FF85  | 0xE5  | DBCSLB | DBCSLB  |
| 0x86  | DBCSLB | DBCSLB  | 0xA6  | ｦ     | U+FF66  | 0xC6  | ﾆ     | U+FF86  | 0xE6  | DBCSLB | DBCSLB  |
| 0x87  | DBCSLB | DBCSLB  | 0xA7  | ｧ     | U+FF67  | 0xC7  | ﾇ     | U+FF87  | 0xE7  | DBCSLB | DBCSLB  |
| 0x88  | DBCSLB | DBCSLB  | 0xA8  | ｨ     | U+FF68  | 0xC8  | ﾈ     | U+FF88  | 0xE8  | DBCSLB | DBCSLB  |
| 0x89  | DBCSLB | DBCSLB  | 0xA9  | ｩ     | U+FF69  | 0xC9  | ﾉ     | U+FF89  | 0xE9  | DBCSLB | DBCSLB  |
| 0x8A  | DBCSLB | DBCSLB  | 0xAA  | ｪ     | U+FF6A  | 0xCA  | ﾊ     | U+FF8A  | 0xEA  | DBCSLB | DBCSLB  |
| 0x8B  | DBCSLB | DBCSLB  | 0xAB  | ｫ     | U+FF6B  | 0xCB  | ﾋ     | U+FF8B  | 0xEB  | DBCSLB | DBCSLB  |
| 0x8C  | DBCSLB | DBCSLB  | 0xAC  | ｬ     | U+FF6C  | 0xCC  | ﾌ     | U+FF8C  | 0xEC  | DBCSLB | DBCSLB  |
| 0x8D  | DBCSLB | DBCSLB  | 0xAD  | ｭ     | U+FF6D  | 0xCD  | ﾍ     | U+FF8D  | 0xED  | DBCSLB | DBCSLB  |
| 0x8E  | DBCSLB | DBCSLB  | 0xAE  | ｮ     | U+FF6E  | 0xCE  | ﾎ     | U+FF8E  | 0xEE  | DBCSLB | DBCSLB  |
| 0x8F  | DBCSLB | DBCSLB  | 0xAF  | ｯ     | U+FF6F  | 0xCF  | ﾏ     | U+FF8F  | 0xEF  | DBCSLB | DBCSLB  |
| 0x90  | DBCSLB | DBCSLB  | 0xB0  | ｰ     | U+FF70  | 0xD0  | ﾐ     | U+FF90  | 0xF0  | DBCSLB | DBCSLB  |
| 0x91  | DBCSLB | DBCSLB  | 0xB1  | ｱ     | U+FF71  | 0xD1  | ﾑ     | U+FF91  | 0xF1  | DBCSLB | DBCSLB  |
| 0x92  | DBCSLB | DBCSLB  | 0xB2  | ｲ     | U+FF72  | 0xD2  | ﾒ     | U+FF92  | 0xF2  | DBCSLB | DBCSLB  |
| 0x93  | DBCSLB | DBCSLB  | 0xB3  | ｳ     | U+FF73  | 0xD3  | ﾓ     | U+FF93  | 0xF3  | DBCSLB | DBCSLB  |
| 0x94  | DBCSLB | DBCSLB  | 0xB4  | ｴ     | U+FF74  | 0xD4  | ﾔ     | U+FF94  | 0xF4  | DBCSLB | DBCSLB  |
| 0x95  | DBCSLB | DBCSLB  | 0xB5  | ｵ     | U+FF75  | 0xD5  | ﾕ     | U+FF95  | 0xF5  | DBCSLB | DBCSLB  |
| 0x96  | DBCSLB | DBCSLB  | 0xB6  | ｶ     | U+FF76  | 0xD6  | ﾖ     | U+FF96  | 0xF6  | DBCSLB | DBCSLB  |
| 0x97  | DBCSLB | DBCSLB  | 0xB7  | ｷ     | U+FF77  | 0xD7  | ﾗ     | U+FF97  | 0xF7  | DBCSLB | DBCSLB  |
| 0x98  | DBCSLB | DBCSLB  | 0xB8  | ｸ     | U+FF78  | 0xD8  | ﾘ     | U+FF98  | 0xF8  | DBCSLB | DBCSLB  |
| 0x99  | DBCSLB | DBCSLB  | 0xB9  | ｹ     | U+FF79  | 0xD9  | ﾙ     | U+FF99  | 0xF9  | DBCSLB | DBCSLB  |
| 0x9A  | DBCSLB | DBCSLB  | 0xBA  | ｺ     | U+FF7A  | 0xDA  | ﾚ     | U+FF9A  | 0xFA  | DBCSLB | DBCSLB  |
| 0x9B  | DBCSLB | DBCSLB  | 0xBB  | ｻ     | U+FF7B  | 0xDB  | ﾛ     | U+FF9B  | 0xFB  | DBCSLB | DBCSLB  |
| 0x9C  | DBCSLB | DBCSLB  | 0xBC  | ｼ     | U+FF7C  | 0xDC  | ﾜ     | U+FF9C  | 0xFC  | NZ     | NZ      |
| 0x9D  | DBCSLB | DBCSLB  | 0xBD  | ｽ     | U+FF7D  | 0xDD  | ﾝ     | U+FF9D  | 0xFD  | NZ     | NZ      |
| 0x9E  | DBCSLB | DBCSLB  | 0xBE  | ｾ     | U+FF7E  | 0xDE  | ﾞ     | U+FF9E  | 0xFE  | NZ     | NZ      |
| 0x9F  | DBCSLB | DBCSLB  | 0xBF  | ｿ     | U+FF7F  | 0xDF  | ﾟ     | U+FF9F  | 0xFF  | NZ     | NZ      |

„DBCSLB” oznacza bajt prowadzący kodowania dwubajtowego (ang. Double Byte Character Set Lead Byte).